# 北海道立野幌総合運動公園テニスコート
北海道立野幌総合運動公園テニスコート（ほっかいどうりつのっぽろそうごううんどうこうえんテニスコート）は、北海道江別市にあるテニスコート。『第44回国民体育大会』（はまなす国体）テニス競技で使用されるなど、全国規模の大会が開催される施設になっている。

## 施設
コートの砂入り人工芝は、テニス・ソフトテニスができる表層材料という条件下で選手が10種類のコートで試打した感想、機能性・経済性・大会運営や管理の難易度などを考慮した結果選ばれた。
- 開場期間（4月中旬から11月中旬）[3]
- 全天候型オムニコート（砂入り人工芝）18面[3]
- クラブハウス[3]

## アクセス
- 北海道旅客鉄道（JR北海道）野幌駅からバスで約10分[4]
- 北海道旅客鉄道（JR北海道）新札幌駅・札幌市営地下鉄新さっぽろ駅からバスで約30分[4]